# 渡辺渡 (政治家)
渡辺 渡（わたなべ わたる、別表記:渡邉 渡、1942年（昭和17年）5月2日 ‐ 2022年（令和4年）11月3日）は、日本の政治家。栃木県今市市猪倉（現・日光市）出身。前栃木県議会議員（自由民主党所属、日光市選挙区選出、7期）、元県議会議長。旭日中綬章受章。

## 経歴
- 1942年（昭和17年） - 旧今市市（現日光市）猪倉に生まれる
- 1961年（昭和36年） - 栃木県立宇都宮農業高等学校（現栃木県立宇都宮白楊高等学校）卒業
- 1962年（昭和37年） - ボーイスカウト活動を始める
- 1964年（昭和39年） - 東京オリンピック聖火ランナーを務める
- 1972年（昭和47年） - 財団法人栃木県青年会館常務理事（現理事）
- 1979年（昭和54年） - 今市市会議員に初当選
- 1983年（昭和58年） - 今市市会議員に再選（2期）
- 1987年（昭和62年） - 栃木県議会議員に初当選
- 1991年（平成3年） - 栃木県議会議員に再選（2期）
- 1995年（平成7年） - 栃木県議会議員に再選（3期）
- 1999年（平成11年） - 栃木県議会議員に再選（4期）
- 2002年（平成14年） - 栃木県議会議長
- 2003年（平成15年） - 栃木県議会議員に再選（5期）
- 2007年（平成19年） - 栃木県議会議員に再選（6期）
- 2011年（平成23年） - 栃木県議会議員に再選（7期）
- 2015年（平成27年） - 栃木県議会議員選挙で落選[1]
- 2016年 (平成28年) - 春の叙勲で旭日中綬章を受章[2]
- 2022年（令和4年）11月3日 - 80歳で死去[3]

## 役職
- 足利銀行問題対策特別委員長（平成19年まで）
- 栃木県議会自由民主党議員会長（平成20年まで）
- 栃木県議会災害対策特別委員会委員長（平成24年まで）
- 栃木県ボーイスカウト連盟理事（平成25年まで）
- 日光杉並木街道保護対策協議会委員（現職）
- 上都賀地区少年サッカー連盟会長（現職）
- 栃木県保育議員連盟会長（現職）
- 栃木県農業会議常議委員（現職）
- 栃木県幼児教育を支援する議員の会会長（現職）
- 栃木県商工会を支援する議員の会会長（現職）
- 栃木県森林林業活性化議員連盟会長（現職）